# Michée Chauderon

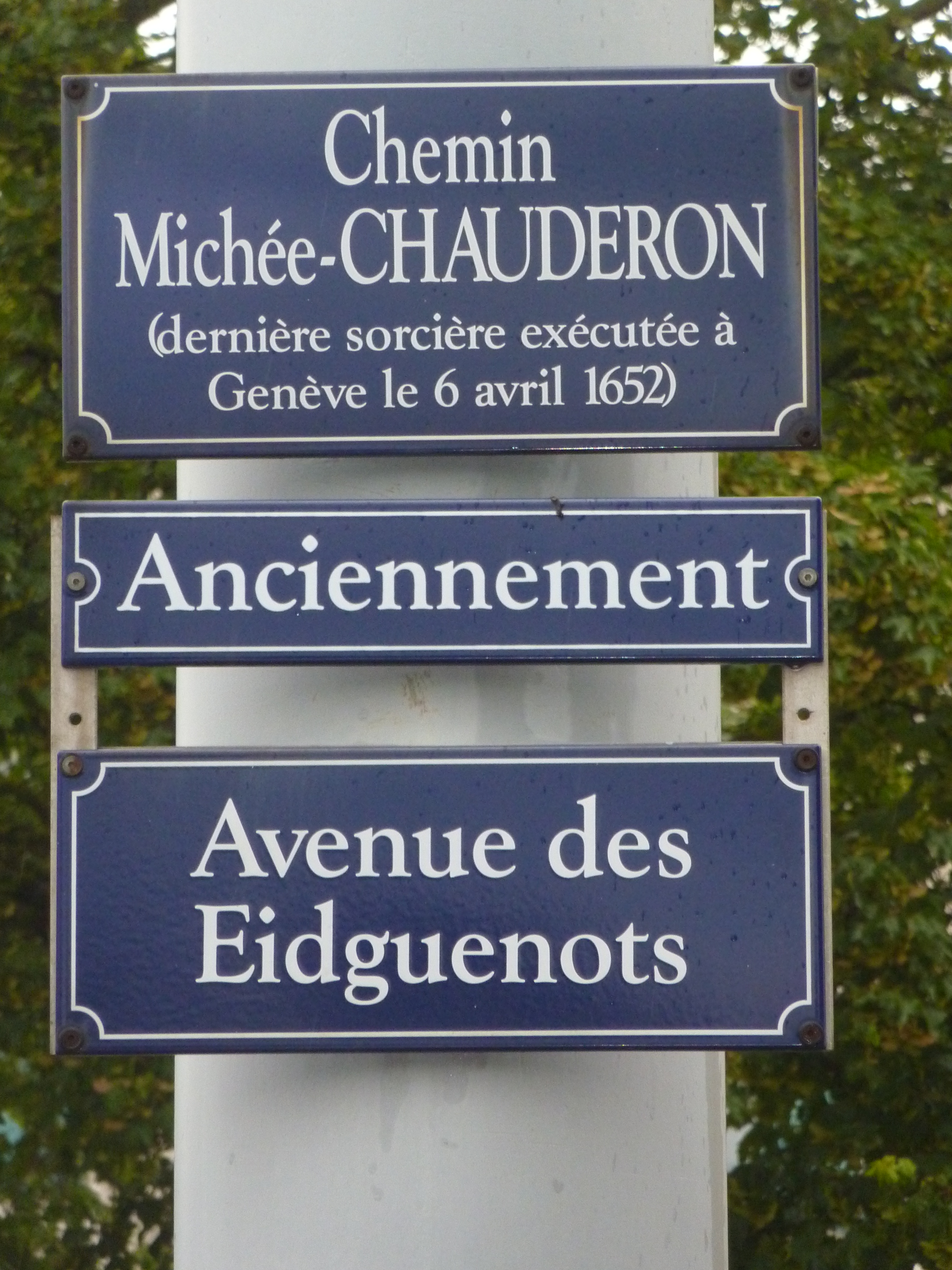
innesplatta i Genève

Michée Chauderon, född okänt år, död 1652, var en schweizisk tvätterska.
Chauderon är den sista person som blev avrättad för häxeri i Genève.  Hon var också den sista person som brändes för häxeri i Genève på nästan trettio år; sedan Rolette Revilliod år 1626. 